# Prismatocarpus alpinus
Prismatocarpus alpinus là loài thực vật có hoa trong họ Hoa chuông. Loài này được (Bond) Adamson miêu tả khoa học đầu tiên năm 1952.